# Roel van Gurp
Roeland Johannes (Roel) van Gurp (Breda, 22 september 1956) is een Nederlands politicus namens GroenLinks. Sinds 11 juni 2019 is hij lid van de Eerste Kamer.

## Loopbaan
Van Gurp doorliep het Onze Lieve Vrouwelyceum (Gymnasium-B) in Breda en studeerde, na een jaar wiskunde aan de Universiteit Utrecht, theologie aan de Universiteit van Tilburg. Van Gurp was eerst gemeenteraadslid en daarna wethouder in Tilburg. Vervolgens was hij bestuurder in onder meer de jeugdzorg en bij een woningcorporatie.
Bij de Eerste Kamerverkiezingen 2019 werd Van Gurp verkozen en op 11 juni 2019 geïnstalleerd als lid van de Eerste Kamer.
Voor de Eerste Kamerverkiezingen 2023 werd Van Gurp door de kandidatencommissie voorgedragen op plek 6. Het partijcongres van GroenLinks op 4 februari 2023 plaatste Van Gurp echter op plek 9, mede om jongere kandidaten een betere kans te geven. GroenLinks haalde 7 zetels, maar Van Gurp kwam alsnog terug in de Eerste Kamer dankzij voorkeurstemmen door de GroenLinks-Statenleden in Noord-Brabant.
Ferd Crone · Mary Fiers · Roel van Gurp · Hetty Janssen · Farah Karimi · Saskia Kluit · Randy Martens · Artie Ramsodit-de Graaf · Jeroen Recourt · Daan Roovers · Paul Rosenmöller · Noortje Thijssen · Gala Veldhoen · Mei Li Vos
- Parlement.com: vkwqmgcvl9z4